# 八幡平站
八幡平站（日语：／ Hachimantai eki */?）是位於秋田縣鹿角市八幡平字小山60番3號，東日本旅客鐵道（JR東日本）的花輪線車站。

## 歷史

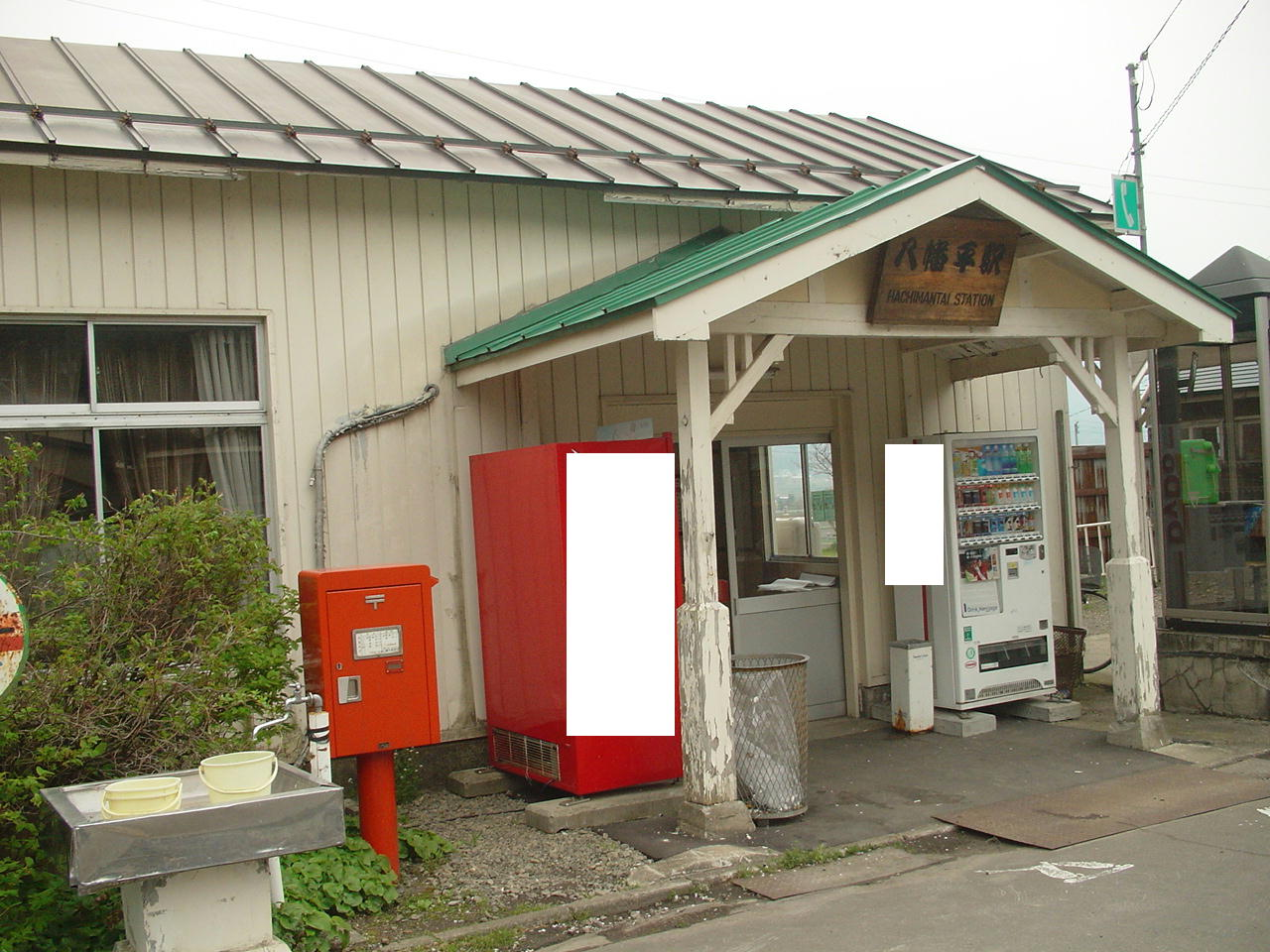
在2015年3月前使用的車站大樓。已建成82年。

- 1931年（昭和6年）10月17日：此站啟用，當時名為小豆澤站（日语：／）和位於鹿角郡宮川村（日语：宮川村 (秋田県)）。
- 1956年（昭和31年）6月15日：宮川村與曙村（日语：曙村 (秋田県)）合併，八幡平村（日语：八幡平村）成立。
- 1957年（昭和32年）4月1日：車站改名為八幡平站。
- 1963年（昭和38年）7月1日：終止貨物起卸業務。
- 1982年（昭和57年）11月15日：成為簡易委託車站[2]。
- 1987年（昭和62年）4月1日：伴隨國鐵分割民營化，車站由東日本旅客鐵道（JR東日本）營運。
- 2014年（平成26年）5月31日：當日為櫃臺營業（簡易委託）日最後一天。隨後變成無人車站。
- 2015年（平成27年）3月25日：大日靈貴神社（日语：大日霊貴神社）社殿與新車站大樓開幕。新車站大樓的面積為舊的5分之1。[1]

## 車站構造
車站是一座地面車站，設有1面1線的單式月台。此站原本設有2面2線的相對式月台，當時可進行列車交會。現時只使用1號月台（上行本線）。
此站是由鹿角花輪站管理的無人車站。此站從前為簡易委託車站，委托鹿角市負責車站業務，當時設有站前商店與設有售票處，在車站大樓內設有咖啡店。

## 使用狀況
根據「JR東日本」的資料，以下列出乘車人次變化：
| 年度               | 1日平均 乘車人次 | 參考資料        |
| ------------------ | ---------------- | --------------- |
| 2000年（平成12年） | 64               | [ 利用客数 1 ]  |
| 2001年（平成13年） | 64               | [ 利用客数 2 ]  |
| 2002年（平成14年） | 55               | [ 利用客数 3 ]  |
| 2003年（平成15年） | 55               | [ 利用客数 4 ]  |
| 2004年（平成16年） | 55               | [ 利用客数 5 ]  |
| 2005年（平成17年） | 50               | [ 利用客数 6 ]  |
| 2006年（平成18年） | 41               | [ 利用客数 7 ]  |
| 2007年（平成19年） | 34               | [ 利用客数 8 ]  |
| 2008年（平成20年） | 31               | [ 利用客数 9 ]  |
| 2009年（平成21年） | 43               | [ 利用客数 10 ] |
| 2010年（平成22年） | 33               | [ 利用客数 11 ] |
| 2011年（平成23年） | 34               | [ 利用客数 12 ] |
| 2012年（平成24年） | 28               | [ 利用客数 13 ] |
| 2013年（平成25年） | 25               | [ 利用客数 14 ] |

## 車站周邊
- 秋田縣道22號比內大葛鹿角線（日语：秋田県道22号比内大葛鹿角線）
- 鹿角市政廳八幡平分所
- 八幡平郵局
- 國道282號（日语：国道282号）
- 東北自動車道
- 米代川（日语：米代川）

## 巴士路線
在車站前設有秋北巴士「八幡平站前」巴士站。
- 谷内、志張溫泉、玉川溫泉（日语：玉川温泉 (秋田県)）、田澤湖方向
- 鹿角花輪站方向

## 相鄰車站
東日本旅客鐵道（JR東日本）
■花輪線
湯瀨溫泉－八幡平－陸中大里

## 注腳

### 使用狀況
1. ↑  . 東日本旅客鉄道.   [2019-02-16]. （原始内容存档于2018-02-13） （日语）.
2. ↑  . 東日本旅客鉄道.   [2019-02-16]. （原始内容存档于2019-04-02） （日语）.
3. ↑  . 東日本旅客鉄道.   [2019-02-16]. （原始内容存档于2019-04-02） （日语）.
4. ↑  . 東日本旅客鉄道.   [2019-02-16]. （原始内容存档于2019-04-02） （日语）.
5. ↑  . 東日本旅客鉄道.   [2019-02-16]. （原始内容存档于2019-04-02） （日语）.
6. ↑  . 東日本旅客鉄道.   [2019-02-16]. （原始内容存档于2017-08-08） （日语）.
7. ↑  . 東日本旅客鉄道.   [2019-02-16]. （原始内容存档于2019-03-27） （日语）.
8. ↑  . 東日本旅客鉄道.   [2019-02-16]. （原始内容存档于2017-08-08） （日语）.
9. ↑  . 東日本旅客鉄道.   [2019-02-16]. （原始内容存档于2019-04-02） （日语）.
10. ↑  . 東日本旅客鉄道.   [2019-02-16]. （原始内容存档于2019-04-02） （日语）.
11. ↑  . 東日本旅客鉄道.   [2019-02-16]. （原始内容存档于2016-03-27） （日语）.
12. ↑  . 東日本旅客鉄道.   [2019-02-16]. （原始内容存档于2019-03-26） （日语）.
13. ↑  . 東日本旅客鉄道.   [2019-02-16]. （原始内容存档于2019-04-02） （日语）.
14. ↑  . 東日本旅客鉄道.   [2019-02-16]. （原始内容存档于2016-03-04） （日语）.

## 外部連結
- 車站資訊（八幡平）：東日本旅客鐵道（日語）